# Juan Martos Quesada
Juan Martos Quesada (Huelma, 9 de abril de 1953) es un arabista y bibliófilo español, cronista oficial de la villa de Bercimuel (Segovia).

## Biografía
Nacido el 9 de abril de 1953 en la localidad jiennense de Huelma, se doctoró en Filología Semítica por la Universidad de Granada en 1985, con “sobresaliente cum laude”, con una tesis sobre el Derecho islámico en al-Ándalus, habiendo sido director del Instituto de Educación Secundaria “Las Musas” de Madrid (1989-1995) y director del Departamento de Estudios Árabes e Islámicos de la Universidad Complutense de Madrid (2003-2012).
Ha sido secretario del Centro Cultural Español en Argel (1977-1979), profesor del Instituto de Formación Profesional de Melilla (1979-1981), catedrático de Lengua y Literatura del Instituto Las Musas de Madrid (1981-2002), profesor titular de la Universidad Complutense de Madrid (1997-2013) y profesor visitante en varias universidades de países árabes y musulmanes del norte de África y Asia.
Ha sido director de las revistas Noticias Culturales de Argelia (1977-78) y Hesperia. Culturas del Mediterráneo (2005-2009), secretario de la revista científica Anaquel de Estudios Árabes (1999-2004) y miembro de los Consejos de Redacción de Journal of Arabic and Islamic Studies, Revista del Instituto Egipcio de Estudios Islámicos, Illu. Revista del Instituto de las Religiones de la Universidad Complutense y Boletín de la Sociedad Española de Iranología, así como colaborador en magnas obras como la Encyclopaedia of Islam, la Biblioteca de al-Ándalus y el Diccionario Biográfico Español de la Real Academia de la Historia.

## Distinciones
- Miembro de la Sociedad Española de Docentes de Árabe (2023-)
- Presidente de la Asociación de Amistad Hispano-Árabe (2009-2013) y socio de honor.
- Fundador y vicepresidente de la Sociedad Española de Iranología (2009-2018).
- Miembro de la Junta Directiva de la Sociedad Española de Estudios Árabes (2002-2008) y socio de honor.
- Miembro de la Asociación Española de Orientalistas.
- Miembro de la Unión Europea de Arabistas e Islamólogos.
- Miembro de la Societé Internationale d'Histoire des Sciences et des Philosophies Arabes et Islamiques.
- Miembro correspondiente del Instituto de Estudios Giennenses.
- Miembro de la Real Asociación de Cronistas Oficiales de España.
- Cronista Oficial de la Villa de Bercimuel.
- Premio de la 16th World Prize for the Book of the Year 2009 en Teherán (Irán), por su obra Iranología I.
- Premio Diego de Colmenares a la mejor obra sobre temas segovianos escrita en 2017 por su libro "Bercimuel. Un pueblo del nordeste de Segovia en la ruta del silencio", concedido el 24 de junio de 2018.

## Publicaciones
- Los muftíes de al-Andalus (1986). ISBN 9788433804685
- Introducción al mundo jurídico de la España musulmana (1999). ISBN 9788492295317
- El mundo jurídico de al-Andalus (2004). ISBN 9788493403447
- Razón y religión en las dos orillas: encuentro hispanomarroquí de Filosofía (2007). ISBN 9788492295333
- Iranología I y II (2008-2010). ISBN 9788495855862 y ISBN 9788461333363
- Miradas españolas sobre Ibn Jaldún (2008). ISBN 9788495803610
- Al-Andalus (2009). ISBN 9788470904318
- Fronteras en discusión: La Península Ibérica en el siglo XII (2012).
- 711-1616: de árabes a moriscos. Una parte de la Historia de España (2012). ISBN 9788469564936
- Bercimuel. Un pueblo del Nordeste de Segovia en la ruta del silencio (2017). ISBN 9788491607793
- Conocer el Islam (2018). ISBN 978-84-948777-7-3